# Кеннеди, Чарльз Питер
Чарльз Пи́тер Ке́ннеди (англ. Charles Peter Kennedy, 25 ноября 1959, Инвернесс, Шотландия — 1 июня 2015, Форт-Уильям, Шотландия) — британский политик, член Парламента (с 1983 года) от Социал-демократической и союзной с ней Либеральной партии, с 1988 — от либеральных демократов.

## Биография
Родился в Шотландии в городе Инвернесс в римско-католической семье. Он закончил Лочаберскую школу. Уже в 15 лет он вступил в Лейбористскую партию. Затем он учился в Университете Глазго по специальности «политика и философия». Кроме того, он состоял в дискуссионном и диалектических клубах. В 1980 году он стал председателем этого объединения.
В 1981 году Кеннеди вступил в Социал-демократическую партию. В 1982 году окончил с отличием университет. Некоторое время работал журналистом на Би-би-си-Шотландия. Став лауреатом программы Фулбрайта, получил возможность продолжить обучение в Индианском университете в Блумингтоне в США.
В 1983 году, в возрасте 23-х лет избран в Парламент, став самым молодым его членом. Здесь он занимал пост представителя Социал-Демократической партии по вопросам социального обеспечения, здравоохранения и Шотландии. Был одним из пяти социал-демократических депутатов, предложивших союз Социал-Демократической и Либеральной партий; после их объединения в Партию либеральных демократов он продолжил занимать ведущие посты.
С 1989 года был партийным спикером по вопросам здравоохранения, с 1992 года — по вопросам международных отношений и Содружества. С 1990 по 1994 год находился на посту президента партии. После отставки Пэдди Эшдауна в 1999 году избран на пост лидера партии. Тогда он получил 28 425 голосов, обойдя свою ближайшую соперницу Джеки Баллард на 5 592 голоса.
Отказавшись от сотрудничества с Лейбористской партией, Чарльз Кеннеди начал новый курс на увеличение авторитета и самостоятельности партии на партийно-политической арене Великобритании. Позиции Тони Блэра и Чарльза Кеннеди начали существенным образом расходиться по вопросам налоговой политики, защиты окружающей среды и введении единой европейской валюты в Великобритании.
Основной стратегией партии в предвыборной кампании было выдвигаться не во всех округах, чтобы получить как можно больше голосов в тех из них, где ни лейбористы, ни консерваторы не имели устойчивого большинства. Под его руководством либеральные демократы на выборах 2001 и 2005 годов увеличили своё представительство в Палате общин с 46 до 62 мандатов.
В 2002 году Чарльз Кеннеди женился, а через три года, в 2005 году у него родился сын.
В 2003 году возглавляемая Чарльзом Кеннеди Партия либеральных демократов составила сильную оппозицию Лейбористской и Консервативной партиям в вопросе ведения войны в Ираке. В британском обществе сложилось достаточно сильная оппозиция войне, и хотя многие представители лейбористов и регионалистских партий голосовали против неё, либеральные демократы были крупнейшей фракцией, в полном составе выступившей против войны. За счёт этого Чарльз Кеннеди хотел увеличить своё представительство в парламенте на предстоящих выборах.
Также в 2005 году либеральные демократы представили партийный манифест, получивший название «Реальная альтернатива». Партия либеральных демократов выступила достаточно успешно на выборах 2005 года, получив почти 6 млн голосов. За неё проголосовали 22 % избирателей и она получила 62 места в Палате общин, тем самым увеличив представительство на 10 мест.
Вскоре разразился скандал из-за злоупотребления Чарльзом Кеннеди алкоголем (хотя он был воспитан отцом, работавшим в пивоварне, но бывшим заядлым трезвенником), что стало одной из причин его отставки в январе 2006 года. Отойдя от руководства партией, он остался депутатом и был переизбран в 2010 году. Он резко критиковал либеральных демократов за коалицию с консерваторами, в которую они вступили после выборов на правах младшего партнёра.
Он потерял своё депутатское кресло на выборах 2015 года и спустя месяц, 1 июня 2015 года, умер в городе Форт-Уильям (Шотландия) от кровоизлияния в мозг, вызванного последствиями алкоголизма.